# Rue des Dardanelles
La rue des Dardanelles est une voie du 17e arrondissement de Paris, en France.

## Situation et accès

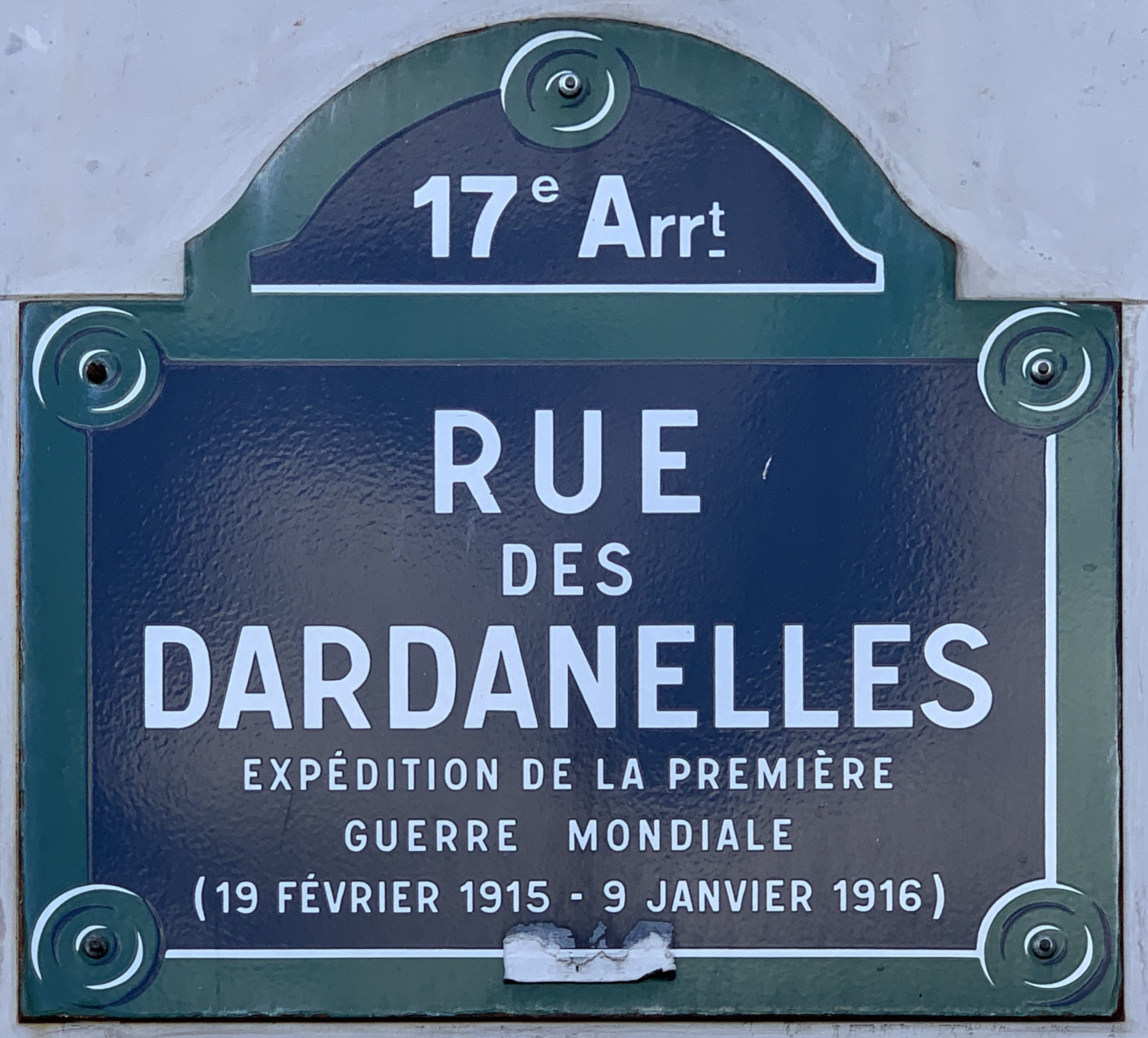
Plaque.

La rue des Dardanelles est une voie située dans le 17e arrondissement de Paris. Elle débute au 6, boulevard Pershing et se termine au 9, boulevard de Dixmude.

## Origine du nom
La rue des Dardanelles a reçu ce nom pour perpétuer le souvenir de la bataille des Dardanelles durant la Grande Guerre, bataille qui tient son nom du détroit des Dardanelles.

## Historique
Cette rue est ouverte en 1928 sur l'emplacement du bastion no 50 de l'enceinte de Thiers et prend sa dénomination actuelle l'année suivante.

## Bâtiments remarquables et lieux de mémoire
- Durant l'Occupation, la femme de lettres Maud de Belleroche y vit, dans un « pigeonnier », apprêté pour elle par Jean Luchaire[2].
- No 2 : C'est en sortant du domicile de Pierre de Varga, son conseiller fiscal, que l'homme politique Jean de Broglie est assassiné le 24 décembre 1976.
- No 3 : Le chanteur[3] et acteur Henry Garat (1902-1959) y demeure lors de son mariage en 1932[4].